# Семенов Євген Володимирович
Євген Володимирович Семенов (нар. 2 лютого 1933, Котовськ — пом. ?) — український живописець; член Спілки радянських художників України.

## Біографія
Народився 2 лютого 1933 року в місті Котовську (нині Тамбовська область, Росія). 1964 року закінчив Київський художній інститут, де навчався зокрема у Олексія Шовкуненка.
Жив у Києві в будинку на вулиці Дорогожицькій, № 30 а (з 1975 року вулиця Тимофія Шамрила, № 12 а), квартира № 74.

## Творчість
Працював у галузі станкового живопису. Серед робіт:
- «Небо хвилює» (1963—1965);
- «Не забути» (1965);
- «Селище гідробудівників» (1966);
- «На крутому пласту» (1968);
- «Бригадир» (1968);
- «Володимир Ілліч Ленін» (1970).

Брав участь у республіканських виставках з 1965 року.